# Goderdzi Dzebisaszwili
Goderdzi Dzebisaszwili (gruz. გოდერძი ძებისაშვილი ;ur. 25 września 1999) – gruziński zapaśnik walczący w stylu wolnym. Olimpijczyk z Paryża 2024, gdzie zajął piętnaste miejsce w kategorii 65 kg.
Piąty na mistrzostwach Europy w 2024 roku.